# Ophthalmotilapia
Ophthalmotilapia es un género de peces de la familia Cichlidae en el orden de los Perciformes, endémico del lago Tanganica.

## Especies
Se reconocen cuatro especies del género:
- Ophthalmotilapia boops (Boulenger, 1901)
- Ophthalmotilapia heterodonta (Poll & Matthes, 1962)
- Ophthalmotilapia nasuta (Poll & Matthes, 1962)
- Ophthalmotilapia ventralis (Boulenger, 1898)